# George Washington Goethals
Pour les articles homonymes, voir Goethals.
George Washington Goethals (né le 29 juin 1858 à Brooklyn et mort le 21 janvier 1928 à Manhattan) est un célèbre ingénieur civil et officier de l'US Army, choisi par le président Theodore Roosevelt pour diriger à partir de 1907 l'achèvement du canal de Panama à la tête du Corps du génie de l'armée des États-Unis.

## Biographie
Goethals est né dans le borough de Brooklyn, à New York. Ses parents, Johannes Baptista Goethals, un charpentier, et Marie Le Barron, sont des immigrés flamands venus de Stekene en province de Flandre-orientale (Belgique).
Il entre à 14 ans au City College of New York pour étudier le génie civil, puis à l'académie militaire de West Point dont il sort diplômé, deuxième de sa classe. Le général William Tecumseh Sherman lui prédit un brillant avenir. Il devient en 1880 sous-lieutenant dans le Corps du génie de l'armée des États-Unis. Au sein de ce Corps, il travaille sur des projets d'écluses et de barrages qui l'ont ensuite bien servi au Panama.
En 1907, au canal de Panama, l'ingénieur en chef John Frank Stevens démissionne en raison des difficultés des trois premières années de construction.
Une fois nommé ingénieur en chef, Goethals dut affronter d'énormes obstacles. Outre la construction d'écluses massives (un des plus gros travaux de génie civil entrepris depuis la construction des pyramides) et le découpage de montagnes, il dut loger et nourrir 30 000 travailleurs, dont beaucoup affectés par la maladie (fièvre jaune, malaria). Il obtint la collaboration de William C. Gorgas, médecin militaire qui combattit la transmission de la fièvre jaune et de la malaria, et du colonel ingénieur David du Bose Gaillard, auteur de la coupe Gaillard. Il suscita un esprit de corps légendaire.
Le 10 octobre 1913, le président Woodrow Wilson envoie, depuis son bureau à la Maison Blanche, le signal électrique qui fait exploser la digue de Gamboa, dernière phase du percement du Canal.
Lors de l'ouverture du Canal au trafic commercial en 1914, le président Wilson nomme le général Goethals gouverneur de la Zone du Canal, où il reste jusqu'en janvier 1917.
Il fut conseiller de nombreux travaux d'ingénierie, notamment pour la Port Authority of New York and New Jersey (Autorité portuaire de New York et du New Jersey).

## Reconnaissance
Il est élu membre de l'Académie américaine des arts et des sciences en 1912, de la Société américaine de philosophie en 1913, et de l'Académie nationale des sciences des États-Unis en 1914.
Il donne son nom à un pont situé entre New York et Elizabeth, le Goethals Bridge, et à une décoration remise aux ingénieurs, la Goethals Medal (en).
Pendant la Seconde Guerre mondiale, le navire américain liberty ship SS G. W. Goethals reçut son nom. Il a aussi une rue avec parc dans la ville de Richland (Washington), un monument à Panama (au pied de l'édifice de l'Autorité du canal de Panama), et un boulevard à Gamboa (Panama).

## Famille
Son fils George Rodman Goethals (4 mars 1886 -  28 juin 1973), sorti de l'Académie militaire de West Point, s'engage dans le Corps du Génie de l'armée, et dans des travaux d'ingénieur.
Son fils Thomas Rodman Goethals (14 décembre 1890 - 1962), professeur de clinique de gynécologie et obstétrique à Harvard Medical School et un praticien privé renommé en Nouvelle-Angleterre. Il est le père de Thomas R. Goethals Jr. (1920 - 2016), ancien professeur de littérature et directeur des Nathan Mayhew Seminars à Martha's Vineyard.